# Al Smith (cestista 1955)
Alfonso Smith, detto Al (Albany, 1955), è un ex cestista statunitense con cittadinanza panamense.

## Carriera
È stato selezionato dai Cleveland Cavaliers al quinto giro del Draft NBA 1977 (99ª scelta assoluta), ma non ha mai giocato nella NBA.
Con Panama ha disputato i Giochi panamericani di San Juan 1979 e i Campionati mondiali del 1982.

## Palmarès
- All-WBA First Team (1979)
- All-CBA First Team (1980)
- All-CBA Second Team (1981, 1983)